# Ryō Toyama
Ryō Toyama (japanisch 外山 凌 Toyama Ryō; * 29. Juli 1994 in Kiyose) ist ein japanischer Fußballspieler.

## Karriere
Toyama erlernte das Fußballspielen in der Schulmannschaft der Maebashi Ikuei High School und der Universitätsmannschaft der Hannan-Universität. Seinen ersten Vertrag unterschrieb er 2017 bei Mito HollyHock. Der Verein spielte in der zweithöchsten Liga des Landes, der J2 League. Für den Verein absolvierte er 27 Ligaspiele. Im August 2018 wurde er an den Drittligisten Blaublitz Akita ausgeliehen. Für den Verein absolvierte er 14 Ligaspiele. 2019 kehrte er zu Mito HollyHock zurück. Nach insgesamt 74 Spielen für Mito verließ er Ende der Saison den Verein. Anfang 2021 schloss er sich dem ebenfalls in der zweiten Liga spielenden Matsumoto Yamaga FC an. Nach Ende der Saison 2021 belegte er mit dem Verein aus Matsumoto den letzten Tabellenplatz und musste in die dritte Liga absteigen. Nach insgesamt 71 Ligaspielen wechselte er zu Beginn der Saison 2023 zum Zweitligisten Tokushima Vortis. Nach einer Saison, in der er 14 Ligaspiele bestritt, wechselte er im Januar 2024 auf Leihbasis zum ebenfalls in der zweiten Liga spielenden Kagoshima United FC. Hier bestritt er 28 Ligaspiele. Am Ende der Saison 2024 belegte er mit Kagoshima den 19. Tabellenplatz und musste somit in die dritte Liga absteigen. Nach Vertragsende bei Tokushima wechselte er im Januar 2025 zum Drittligisten FC Gifu.